# Strelski jarek
Strelski jarek
Medtem ko so bili strelski jarki skopani kot obrambne mere, so v pred-orožnem obdobju
(prvi je bil »Bitka jarkov«)  postali tipi ovir za napadalca nekega okrepljenega območja, kot 
tudi okoli gradu (tehnično je bilo imenovano jarek).
S prihodom natančnih strelnih orožij in taktik, ki so se razvile v prvi svetovni vojni in Krimski vojni so
uporabe jarkov postale zgolj pozicijske za branilca neke utrdbe (ali pa kraja). Maori so bili znani
po uporabi jarkov za varovanje utrdb v 19. stoletju. Vojaška uporaba jarkov se je kaj kmalu uvedla
v prvi svetovni vojni, dokler se ni celoten sistem obširnih strelskih jarkov, rezervnih jarkov 
(v primeru če bi prva linija bila zavzeta) in komunikacijskih jarkov razvil, so še uporabljali segajoče več 
kilometrov dolge jarke na fronti, ki so stali le nekaj kilometrov stran od nasprotnikove črte.